# カルプルニウス氏族
カルプルニウス氏族（Calpurnii）は、古代ローマの氏族のひとつ。

## 概要
最も古い氏族のひとつであり、第2代ローマ王ヌマの息子カルプス (Calpus) を始祖としているとされ、そのことを裏付けるようにヌマの顔が刻印された、カルプルニウス氏族の手によって作られたコインが発見されている。しかしながら系統としてはパトリキではなくプレブス系である。
カルプルニウス氏族自体の記録は、第一次ポエニ戦争になって一族の中のピソ家 (Piso) の者が執政官となり初めてその名が登場し、共和政ローマの中で影響力のある氏族として元老院に携わった。
共和政末期に氏族の女（カルプルニア）がガイウス・ユリウス・カエサルの最後の妻となっている。